# Pleconaril
Il pleconaril è un farmaco antivirale sviluppato dalla Merck & Co. per la prevenzione dell'esacerbazione dell'asma e per prevenire i sintomi del raffreddore in soggetti asmatici sensibili al picornaviridae.

## Meccanismo d'azione
Il pleconaril si lega al complesso idrofobico virale definito VP1, un'importante proteina del capside virale dei picornavirus. Ciò previene l'esposizione dell'RNA virale ed impedisce che il virus possa attaccarsi alla cellula ospite.